# Dominik Landertinger
Dominik Landertinger, né le 13 mars 1988 à Braunau am Inn, est un biathlète autrichien. Il est le premier biathlète double médaillé olympique individuellement de l'histoire de l'Autriche. Il est devenu champion du monde de la mass-start en 2009 pour sa deuxième saison dans l'élite, ainsi que vainqueur du classement de cette spécialité dans la Coupe du monde également en 2009.

## Biographie
Après avoir commencé le biathlon en 1999, Dominik Landertinger fait sa première apparition en équipe nationale junior en 2003. Dès l'année suivante, l'Autrichien dispute les Championnats du monde juniors en France dans la vallée de la Maurienne (son meilleur résultat est une 9e place). Il participe de nouveau à cette compétition en 2005 à Kontiolahti (Finlande), puis à Presque Isle (États-Unis). Lors de cette dernière édition, le jeune biathlète enlève deux médailles : l'argent avec le relais autrichien, le bronze sur l'Individuel. Il confirme l'année suivante par le gain de deux nouvelles récompenses en Italie (or en relais, argent sur le sprint). Jusqu'à la fin de la saison 2006-2007, le biathlète évoluait en Coupe d'Europe. Il fait sa première apparition en Coupe du monde lors de la saison 2007-2008. Lors de la troisième étape organisée à Pokljuka en Slovénie, l'Autrichien termine 18e d'un Individuel 20 km et remporte donc des points dès sa première course parmi l'élite mondiale. À l'occasion du relais organisé quelques jours plus tard, Landertinger monte sur un premier podium en Coupe du monde en terminant troisième avec ses équipiers autrichiens. Lors de cette première saison au plus haut niveau, il marque des points à deux autres reprises.
En 2008-2009, l'Autrichien se révèle au grand public en obtenant de probants résultats individuels. Après un début de saison discret, il monte en effet par deux fois sur le podium lors de l'étape de Coupe du monde disputée à Ruhpolding. D'abord deuxième d'un sprint (son premier podium individuel), il confirme lors de la poursuite qui suit en prenant une troisième place, ceci à 20 ans. Parmi les commentaires sur ses performances figurent ceux du biathlète au palmarès le plus riche, Ole Einar Bjørndalen, qui déclare alors que Landertinger dispose de nombreuses qualités pour devenir l'une des stars du biathlon mondial. Dominik Landertinger confirme son début de saison à l'occasion des Championnats du monde 2009 disputés à Pyeongchang. Il y remporte en effet le premier et unique titre mondial de sa carrière en gagnant la mass start, ce malgré trois fautes au tir. Il décroche la médaille d'or devant son compatriote Christoph Sumann et le Russe Ivan Tcherezov. Dans l'épreuve du relais masculin, il est sacré vice-champion du monde au sein du quatuor autrichien. Lors de la dernière épreuve de la Coupe du monde, une mass start, Landertinger termine second et remporte du même coup le petit globe de cristal de la spécialité.
Il remporte sa deuxième victoire individuelle en fin de saison de Coupe du monde 2009-2010, sur la mass-start finale de Khanty-Mansiïsk.
Il obtient son meilleur classement général en Coupe du monde à l'issue de la saison 2012-2013, terminant à la 3e place.
Il est médaillé lors de chacune de ses trois participations aux Jeux olympiques, pour un total de 4 médailles. Avec le relais autrichien il obtient ainsi l'argent en 2010 et en 2014. Sur le plan individuel il est vice-champion olympique du sprint en 2014 derrière Ole Einar Bjørndalen et remporte la médaille de bronze de l'individuel en 2018.
Aux Championnats du monde, il se rappelle aux bons souvenirs de 2009 (titré sur la mass-start, deuxième en relais) en retrouvant le podium en 2016 avec une place de vice-champion du monde de l'individuel derrière Martin Fourcade. En 2017, il est médaillé de bronze à domicile à Hochfilzen avec le relais autrichien. Enfin, le 19 février 2020 aux mondiaux d'Antholz, il signe sa dernière grande performance et monte sur le dernier podium de sa carrière en décrochant la médaille de bronze de l'individuel dernière Martin Fourcade et Johannes Thingnes Bø. 
Il prend sa retraite sportive à l'issue de la saison 2019-2020.
En ski de fond, il a été champion d'Autriche du trente kilomètres libre en 2012 et a participé au Nordic Opening à la fin de l'année 2011.

## Palmarès

### Jeux olympiques d'hiver
| Épreuve / Édition                | Individuel                          | Sprint                             | Poursuite | Départ en masse | Relais                             | Relais mixte                     |
| Jeux olympiques 2010 Vancouver   | 22e                                 | 33e                                | 14e       | 6e              | Médaille d'argent, Jeux olympiques | Épreuve inexistante à cette date |
| Jeux olympiques 2014 Sotchi      | 5e                                  | Médaille d'argent, Jeux olympiques | 10e       | 7e              | Médaille d'argent, Jeux olympiques | —                                |
| Jeux olympiques 2018 PyeongChang | Médaille de bronze, Jeux olympiques | 25e                                | 26e       | 12e             | 4e                                 | —                                |

Légende :
- : première place, médaille d'or
- : deuxième place, médaille d'argent
- : troisième place, médaille de bronze
- — : Non participation
- : épreuve ne figurant pas au programme olympique

### Championnats du monde
| Mondiaux \ Épreuve      | Individuel                | Sprint | Poursuite | Départ en masse      | Relais                    | Relais mixte |
| 2009 Pyeongchang        | 6e                        | 17e    | 34e       | Médaille d'or, monde | Médaille d'argent, monde  | —            |
| 2011 Khanty-Mansiïsk    | 15e                       | 48e    | 45e       | —                    | 8e                        | 6e           |
| 2012 Ruhpolding         | 15e                       | 28e    | 31e       | 23e                  | 5e                        | —            |
| 2013 Nové Město         | 14e                       | 14e    | 5e        | 6e                   | 4e                        | 16e          |
| 2015 Kontiolahti        | 28e                       | 39e    | 15e       | 24e                  | 5e                        | —            |
| 2016 Holmenkollen       | Médaille d'argent, monde  | 9e     | 14e       | 15e                  | 4e                        | 5e           |
| 2017 Hochfilzen         | 26e                       | 17e    | 21e       | 7e                   | Médaille de bronze, monde | 9e           |
| 2019 Östersund          | 48e                       | 21e    | 34e       | —                    | 8e                        | 17e          |
| 2020 Antholz-Anterselva | Médaille de bronze, monde | 31e    | 40e       | 17e                  | 6e                        | 8e           |

Légende :

 : première place, médaille d'or

 : deuxième place, médaille d'argent

 : troisième place, médaille de bronze

— : n'a pas participé à cette épreuve

### Coupe du monde
- Meilleur classement général : 3e en 2013.
- 1 petit globe de cristal :
  - Vainqueur du classement de la mass start en 2009.
- 43 podiums (Jeux olympiques et Championnats du monde inclus) :
  - 19 podiums individuels : 2 victoires, 11 deuxièmes places et 6 troisièmes places.
  - 24 podiums en relais : 3 victoires, 9 deuxièmes places et 12 troisièmes places.

#### Détail des victoires
| Saison \ Épreuve | Individuel | Sprint | Poursuite | Mass start                | Total |
| 2008-2009        |            |        |           | Pyeongchang (Ch du monde) | 1     |
| 2009-2010        |            |        |           | Khanty-Mansiïsk           | 1     |
| Total            | 0          | 0      | 0         | 2                         | 2     |

#### Classements en Coupe du monde
| Saison    | Classement général final | Individuel | Sprint | Poursuite | Mass Start |
| 2007-2008 | 61e                      | 41e        | 55e    | 68e       |            |
| 2008-2009 | 11e                      | 24e        | 15e    | 12e       | 1er        |
| 2009-2010 | 5e                       | 29e        | 4e     | 4e        | 4e         |
| 2010-2011 | 34e                      | 18e        | 30e    | 60e       | 36e        |
| 2011-2012 | 33e                      | 9e         | 48e    | 23e       | 43e        |
| 2012-2013 | 3e                       | 4e         | 5e     | 7e        | 7e         |
| 2013-2014 | 4e                       | 6e         | 5e     | 8e        | 2e         |
| 2014-2015 | 22e                      | 20e        | 22e    | 14e       | 31e        |
| 2015-2016 | 9e                       | 3e         | 10e    | 17e       | 13e        |
| 2016-2017 | 16e                      | 16e        | 38e    | 10e       | 21e        |
| 2017-2018 | 41e                      | 18e        | 49e    | 43e       | 41e        |
| 2018-2019 | 34e                      | 35e        | 31e    | 42e       | 42e        |
| 2019-2020 | 45e                      | 13e        | 69e    | 65e       | 36e        |